# Joanna Williams
Joanna Frances "Jo" Williams (* 1. Dezember 1981 in Isleworth) ist eine ehemalige britische Shorttrackerin.

## Werdegang
Williams trat international erstmals bei den Juniorenweltmeisterschaften 1998 in St. Louis in Erscheinung, wobei sie den 13. Platz über 1500 m und den 11. Platz über 500 m errang. Zu Beginn der Saison 1998/99 nahm sie in Montreal erstmals am Weltcup teil, wobei sie auf den 34. Platz im Mehrkampf kam. Im weiteren Saisonverlauf wurde sie bei den Juniorenweltmeisterschaften 1999 in Montreal Achte im Mehrkampf und bei den Europameisterschaften 1999 in Oberstdorf Zehnte im Mehrkampf. Beim Saisonhöhepunkt, den Weltmeisterschaften 1999 in Sofia, errang sie den 22. Platz im Mehrkampf. In der Saison 1999/2000 belegte sie bei den Juniorenweltmeisterschaften 2000 in Székesfehérvár den fünften Platz im Mehrkampf, bei den Weltmeisterschaften 2000 in Sheffield den 15. Rang im Mehrkampf sowie den achten Platz mit der Staffel und bei den Europameisterschaften 2000 in Bormio den 17. Platz im Mehrkampf. Zudem gewann sie in Bormio die Bronzemedaille mit der Staffel. In der folgenden Saison wurde sie bei den Juniorenweltmeisterschaften 2001 in Warschau Zehnte im Mehrkampf und bei den Europameisterschaften 2001 in Den Haag Siebte im Mehrkampf. In der Saison 2001/02 erreichte sie in Sofia mit dem dritten Platz über 3000 m ihre einzige Podestplatzierung im Weltcup und zum Saisonende den achten Platz im Mehrkampf-Weltcup sowie den siebten Rang im Weltcup über 1500 m. Bei den Weltmeisterschaften 2002 in Montreal kam sie auf den 13. Platz im Mehrkampf und beim Saisonhöhepunkt, den Olympischen Winterspielen 2002 in Salt Lake City, auf den 21. Platz über 500 m, auf den 16. Rang über 1500 m sowie auf den neunten Platz über 1000 m. Außerdem holte sie bei den Europameisterschaften 2002 in Grenoble die Bronzemedaille im Mehrkampf. 
In den folgenden Jahren lief Williams bei den Weltmeisterschaften 2003 in Warschau auf den 28. Platz im Mehrkampf, bei den Europameisterschaften 2004 in Zoetermeer den 13. Rang im Mehrkampf, bei den Weltmeisterschaften 2004 in Göteborg auf den 14. Platz im Mehrkampf, bei den Europameisterschaften 2005 in Turin auf den 14. Rang im Mehrkampf und bei den Weltmeisterschaften 2005 in Peking auf den 33. Platz im Mehrkampf. In der Saison 2005/06 belegte sie bei den Olympischen Winterspielen 2006 in Turin den 19. Platz über 500 m und bei den Europameisterschaften 2006 in Krynica-Zdrój den 21. Platz im Mehrkampf. Bei ihren letzten internationalen Wettbewerb den Europameisterschaften 2008 in Ventspils gewann sie die Goldmedaille mit der Staffel.

## Erfolge

### Olympische Spiele
- 2002 Salt Lake City: 9. Platz 1000 m, 16. Platz 1500 m, 21. Platz 500 m
- 2006 Turin: 19. Platz 500 m

### Shorttrack-Weltmeisterschaften
- 1999 Sofia: 17. Platz 500 m, 22. Platz Mehrkampf, 22. Platz 1000 m, 24. Platz 1500 m
- 2000 Sheffield: 8. Platz Staffel, 15. Platz 1000 m, 15. Platz Mehrkampf, 16. Platz 1500 m, 23. Platz 500 m
- 2002 Montreal: 10. Platz 1500 m, 13. Platz 1000 m, 13. Platz Mehrkampf, 14. Platz 500 m
- 2003 Warschau: 22. Platz 1500 m, 24. Platz 1000 m, 28. Platz Mehrkampf, 31. Platz 500 m
- 2004 Göteborg: 13. Platz 1500 m, 14. Platz Mehrkampf, 16. Platz 500 m, 25. Platz 1000 m
- 2005 Peking: 22. Platz 1000 m, 33. Platz Mehrkampf, 35. Platz 1500 m, 37. Platz 500 m

### Europameisterschaften
- 1999 Oberstdorf: 6. Platz Staffel, 10. Platz Mehrkampf
- 2000 Bormio: 3. Platz Staffel, 17. Platz Mehrkampf
- 2001 Den Haag: 7. Platz Mehrkampf
- 2002 Grenoble: 3. Platz Mehrkampf
- 2004 Zoetermeer: 13. Platz Staffel
- 2005 Turin: 14. Platz Staffel
- 2006 Krynica-Zdrój: 21. Platz Mehrkampf
- 2008 Ventspils: 1. Platz Staffel

## Persönliche Bestleistungen
| Disziplin | Zeit         | Datum            | Ort      |
| --------- | ------------ | ---------------- | -------- |
| 500 m     | 45,943 s     | 4. Dezember 2004 | Saguenay |
| 1000 m    | 1:34,762 min | 5. Dezember 2004 | Saguenay |
| 1500 m    | 2:27,752 min | 3. Dezember 2004 | Saguenay |
| 3000 m    | 5:38,869 min | 5. Dezember 2004 | Saguenay |